# Mauro Bicicli
Mauro Bicicli, nascut a Crema el 15 de gener de 1935  i mort al mateix lloc el 22 d'agost de 2001, va ser un futbolista i entrenador italià, que jugava com a davanter.

## Carrera professional

### Com a futbolista
Després de començar la seva carrera a l'AC Crema, va fitxar per l'Inter de Milà, amb el qual va debutar a la Serie A el 17 d'abril de 1955 contra el Gènova. Va jugar al club Llombard de manera intermitent durant la següent dècada, amb cessions i traspassos a altres equips. Va jugar un total de 182 partits amb la samarreta dels Nerazzurri i hi va marcar 27 gols. Va guanyar dos títols de la Serie A i el 1967 va ser convocat per Helenio Herrera com a titular a la final de la Copa d'Europa, substituint el migcampista gallec lesionat Luis Suárez. Va jugar com a titular la aquella final, que l'Inter va perdre contra el Celtic FC per 2 a 1 a l'Estádio Nacional de Lisboa.

### Com a entrenador
Després de la seva retirada va esdevenir entrenador, començant la seva carrera a la banqueta com a entrenador de l'equip juvenil del Brescia. També va entrenar el primer equip en dues ocasions, la primera el 1977, a la Sèrie B, per substituir Antonio Angelillo, i la segona el 1982, com a substitut de Maurizio Bruno a la Sèrie C1.  Més tard va passar per les banquetes d'Ospitaletto, Fanfulla i Legnano. Va morir de càncer de  fetge el 2001, als 66 anys.

## Palmarès
Inter de Milà
- Sèrie A (2): 1953/54, 1962/63.

Gènova
- Copa Alpina (1): 1964.